# 埼玉医科大学の人物一覧
埼玉医科大学の人物一覧（さいたまいかだいがくのじんぶついちらん）は、埼玉医科大学に関係する人物の一覧記事。

## 著名な教職員
- 金子丑之助　元解剖学教授 元日本医科大学教授
- 秋月龍珉 - 禅学者、倫理学者、埼玉医科大学名誉教授。
- 大野修嗣 - 医師、国際東洋医学会理事、日本東洋医学会評議員、日本リウマチ学会評議員、埼玉医科大学第二内科非常勤講師、日本大学医学部非常勤講師。
- 岡本成蹊 - イギリス文学者、法政大学名誉教授。
- 刈間理介 - 大学等環境安全協議会理事、日本安全教育学会常任理事、日本化学会防災小委員会委員。
- 菊地博達 - 麻酔科医、日本麻酔科学会指導医。
- 栗原浩 - 初代学校法人埼玉医科大学理事長、第45-48代埼玉県知事。
- 佐藤眞一 - 心理学者、日本老年行動科学会会長、日本応用老年学会理事。
- 篠原一彦 - 医学者、日本外科学会指導医、消化器外科学会認定医、大腸肛門病学会指導医。航空運航システム研究会理事、医用ミニブタ研究会事務局長、日本コンピュータ外科学会評議員。
- 島田二郎 - 元口腔外科講師、第5代旧安来市長、初代安来市長
- 関根則之 - 学校法人埼玉医科大学理事、第17代消防庁長官、元参議院議員、元静岡県副知事。
- 田辺貞之助 - フランス文学者、埼玉医科大学名誉教授。
- 原晋 - 学校法人埼玉医科大学客員教授、青山学院大学陸上競技部長距離ブロック監督
- 原科孝雄 - 日本形成外科学会会長、日本マイクロサージャリー学会会長、性同一性障害研究会会長、性同一性障害研究会理事長、日本性科学学会名誉会長。
- 坊農秀雅 - 生命科学者。
- 三ッ林隆志 - 医師、学校法人埼玉医科大学元理事、埼玉医科大学元講師、元衆議院議員、利根川治水同盟元副会長。
- 山内俊雄 - 埼玉医科大学名誉学長、日本てんかん学会専門医、日本精神神経学会専門医、日本精神神経学会前理事長。
- 山口泰明 - 学校法人埼玉医科大学顧問、衆議院議員、自由民主党総務、衆議院安全保障委員会理事、外務大臣政務官、自由民主党副幹事長、内閣府副大臣、衆議院外務委員長、自由民主党改革実行本部長代理、自由民主党埼玉県総支部連合会会長。

## 著名な出身者
- 今村洋史 - 政治家、衆議院議員。
- 大野修嗣 - 医師、国際東洋医学会理事、日本東洋医学会評議員、日本リウマチ学会評議員、埼玉医科大学第二内科非常勤講師、日本大学医学部非常勤講師。
- 松本克平 - 麻酔科医、クリスティアン・ボリビアーナ大学医学部麻酔科学教室助教授、東京女子医科大学医学部准講師、日本麻酔科学会指導医。
- 三ッ林隆志 - 医師、学校法人埼玉医科大学元理事、元埼玉医科大学講師、元衆議院議員、利根川治水同盟副会長。
- 森田和郎 - コンピューターゲームプログラマー、中退。
- 五十嵐良雄 - 精神科医、大人の発達障害専門家、メディカルケア虎ノ門理事長、院長、大学院卒。
- 羅門祐人 - 小説家、ゲームクリエイター、中退。